# Thunder Striker
Thunder Striker  (bis 2023 Intimidator) in Carowinds ist eine Stahlachterbahn vom Modell Hyper Coaster des Herstellers Bolliger & Mabillard, die am 27. März 2010 eröffnet wurde.
Carowinds befindet sich in Charlotte und Fort Mill und somit beiderseits der Grenze zwischen den US-Bundesstaaten North Carolina und South Carolina. Thunder Striker liegt im südöstlichen Teil des Parks auf Seite von South Carolina.
Die 1620 m lange Strecke erreicht eine Höhe von 71 m und besitzt einen 64 m hohen First Drop von 74 Grad, auf dem die Züge eine Höchstgeschwindigkeit von 121 km/h erreichen. Weiter sind insgesamt sieben Airtime-Hügel verbaut mit 54 m, 46 m, 32 m, 27 m, 19 m, 16 m und 15 m Höhe. Zusätzlich ist die Strecke noch mit einem 37 m hohen U-Turn, einer Blockbremse und einer Diving-Spirale ausgestattet.

## Züge
Thunder Striker besitzt drei Züge mit jeweils acht Wagen. Jeder Wagen bietet Platz für vier Personen, wobei die Sitze in Form eines V angeordnet sind (die beiden vorderen Sitze befinden sich in Wagenmitte nebeneinander, die beiden hinteren Sitze sind dagegen leicht nach außen versetzt).